# Walter Johannes Fischer
Walter Johannes Fischer (* 18. Dezember 1963 in Gallneukirchen) ist ein österreichischer Gesangspädagoge, Sänger (Bass), Chorleiter und Kulturmanager.

## Leben
Fischer sammelte seine ersten musikalischen Erfahrungen bereits in der Schulzeit als Solist bei Gottesdiensten. Im Jahre 1981 begann er mit dem Gesangsstudium am Bruckner Konservatorium (heute Anton Bruckner Privatuniversität) und 1988 wurde ihm die staatliche Lehrbefähigung verliehen, dem 1992 das künstlerische Diplom folgte.
Weiterführende Studien an der Universität für Musik und darstellende Kunst Wien im Fach Lied und Oratorium beendete er 1995 mit dem Diplom und dem Titel „akademisch geprüfter Konzertsänger“ und spondierte mit der Masterarbeit „Das Vokalwerk Anton Bruckners“ im Jahre 2006 an der Anton Bruckner Privatuniversität zum Master of Arts.
Seither ist Fischer mehrfach im Brucknerhaus in Linz und im Wiener Musikverein bei Liederabenden und Oratorien aufgetreten und hat 2000 mit der Partie des Sarastro in Mozarts Zauberflöte im Stadttheater Bad Hall sein Debüt als Opernsänger gefeiert. Liederabende führten ihn unter anderem nach Wien, Salzburg und Bad Schallerbach.
Neben seiner Tätigkeit als Sänger widmet sich Fischer besonders der Ausbildung des Sängernachwuchses. So unterrichtet er seit 1985 an der Landesmusikschule Pregarten das Fach Stimmbildung und ist seit 1988 als Referent für dieses Fachgebiet regelmäßig beim Chorverband Oberösterreich, der Vokalakademie Krems, dem Chorverband Deutschland und bei verschiedenen Chören tätig. In der projektbezogenen Ausbildung fasst er die Schüler zu einem Chor zusammen und studiert(e) mit ihnen Werke wie „Messiah“ von Georg Friedrich Händel oder „Die Schöpfung“ von Joseph Haydn ein.
In Perg organisierte er 1996 anlässlich Bruckners 100. Todestag ein Bruckner-Festkonzert und gründete ein Jahr später das Kulturforum Arbing, dessen Leiter er seither ist.
Am 18. Juni 2000 gründete Fischer mit einigen Mitgliedern des Kirchenchores den „Orgelverein Arbing“ mit dem Zweck, die restaurierungsbedürftige Breinbauer-Orgel wieder instand setzen zu lassen. Dies gelang innerhalb weniger Jahre und das restaurierte Instrument konnte am 4. Juni 2004 von Bischof Maximilian Aichern geweiht werden.
Von und mit Walter Johannes Fischer gibt es Rundfunk- und Fernsehaufnahmen und CD-Produktionen.
Fischer lebt mit seiner Familie in Arbing.

## Repertoire (Auswahl)
- Sarastro in Die Zauberflöte von Wolfgang Amadeus Mozart
- Jesus in der Johannes-Passion von Johann Sebastian Bach
- Basspartie im Terzett „Zedern müssen von den Winden“ in der Kantate Nach dir, Herr, verlanget mich (BWV 150) von Johann Sebastian Bach
- Liederzyklus Die schöne Müllerin von Franz Schubert
- Messe Nr. 1 in d-Moll WAB 26 von Anton Bruckner
- Requiem in d-Moll KV 626 von Wolfgang Amadeus Mozart
- Messe Nr. 2 G-Dur op. 76 (Jubelmesse) von Carl Maria von Weber
- Winterreise op. 89, D 911 von Franz Schubert

## Auszeichnungen
- 2018: Ehrennadel in Gold der Gemeinde Arbing

## Diskografie
- CD mit Liedern von Schubert, Brahms und Strauss
- „White Christmas“, CD mit moderner Weihnachtsliteratur gesungen von 4 klassischen Sängern
- Solist auf 2 CDs der Bruckner Männerchöre unter Thomas Kerbl erschienen bei Gramola
- „Messe in d-moll“ und „Te deum“ von Anton Bruckner unter Erwin Ortner, CD mit der Internationalen Chorakademie Krems und dem Niederösterreichischen Kammerorchester